# Idaea sardoniata
Idaea sardoniata is een vlinder uit de familie spanners (Geometridae). De wetenschappelijke naam is voor het eerst geldig gepubliceerd in 1912 door Homberg.
De soort komt voor in Europa.